# Herbert Hill
Pour les articles homonymes, voir Herbert Hill (militant) et Hill.
Herbert Hill, né le 1er octobre 1984, à Ulm, en Allemagne de l'Ouest, est un joueur américain de basket-ball. Il évolue aux postes d'ailier fort et de pivot.